# Szkoła rodzenia
Szkoła rodzenia – to zajęcia organizowane dla kobiet ciężarnych i ich partnerów, przygotowujące do porodu, w tym do porodu rodzinnego. Pierwsze szkoły rodzenia powstały po II wojnie światowej w Wielkiej Brytanii, a w Polsce funkcjonują one od 1956 roku. Patronat nad polskimi szkołami rodzenia sprawuje warszawski Instytut Matki i Dziecka.
Typowy program realizowany w szkole rodzenia obejmuje m.in. ćwiczenia oddechowe, gimnastyczne i relaksacyjne, a także naukę karmienia piersią i podstawowych zajęć przy noworodku, jak przewijanie czy kąpanie.
W szkołach rodzenia przyszły ojciec może otrzymać zaświadczenie uprawniające do udziału w porodzie rodzinnym.